# Amestec
În chimie, un amestec este un sistem format din două sau mai multe substanțe care sunt amestecate fizic, dar care nu interacționează chimic. Se deosebesc amestecuri de tip soluție, suspensie sau coloid.
În cele mai multe situații (cu excepția formării unor soluții), amestecurile se obțin în urma unor fenomene pur fizice, de dispersare a fazelor între ele, fără ruperea legăturilor chimice. Astfel, fiecare dintre componentele amestecului își păstrează proprietățile chimice, însă proprietățile fizice ale amestecului pot diferi față de cele ale componentelor.
Amestecul azeotrop este un tip special de amestec care prezintă dificultăți în ceea ce privește separarea componentelor sale. În timpul distilării, la un anumit raport de combinare, amestecul se comportă ca o substanță pură.